# Marie-Louise Jaÿ

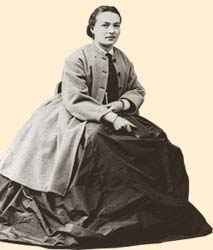

Marie-Louise Jaÿ (* 1. Juli 1838 in Samoëns in Savoyen; † 27. Dezember 1925 in Paris) war eine französische Unternehmerin, Mäzenin und Kunstsammlerin. Gemeinsam mit ihrem Ehemann Ernest Cognacq (1839–1928) die Gründerin des Großwarenhauses La Samaritaine.
Sie verließ ihre Heimat auf der Suche nach Arbeit und arbeitete im Pariser Geschäft „La nouvelle Héloise“, wo sie ihren späteren Mann kennenlernte. In der Folge wurde sie erste Verkäuferin in der Konfektionsabteilung von le Bon Marché. 1872 heiratete sie Cognacq und die beiden etablierten ihr eigenes Geschäft. La Samaritaine erwies sich als großer Erfolg und stieg mit den Neubauten von 1910 und 1933 zu einem der Pariser Großwarenhäuser mit 8000 Angestellten und 47.000 m² Verkaufsfläche auf.
Da die beiden kinderlos blieben, adoptierten sie den Großneffen Gabriel Cognacq. 1916 gründeten sie die wohltätige Fondation Cognacq-Jay. Große Teile der Kunstsammlung des Paares vermachte Ernest Cognacq der Stadt Paris. Die Sammlung mit Werken von François Boucher, Jean-Honoré Fragonard, Jean-Baptiste Greuze, Maurice Quentin de La Tour, Sir Thomas Lawrence, Hubert Robert, Giovanni Battista Tiepolo, und Jean-Antoine Watteau befindet sich heute im Musée Cognacq-Jay.